# Diodella sarmentosa
Diodella sarmentosa är en måreväxtart som först beskrevs av Olof Swartz, och fick sitt nu gällande namn av Nélida María Bacigalupo, Daniel Cabral och Attila L. Borhidi. Diodella sarmentosa ingår i släktet Diodella och familjen måreväxter. Inga underarter finns listade i Catalogue of Life.